# Vladimir Iosifovich Resin

Vladimir Iosifovich Resin (2018)

Vladimir Iosifovich Resin (tiếng Nga: Влади́мир Ио́сифович Ре́син, tiếng Belarus: Уладзімір Іосіфавіч Рэсін, sinh ngày 21 tháng 2 năm 1936 tại Minsk) là một nhà chính trị người Nga, quyền thị trưởng thành phố Moskva.